# Marcusenius greshoffii
Marcusenius greshoffii är en fiskart som först beskrevs av Schilthuis, 1891.  Marcusenius greshoffii ingår i släktet Marcusenius och familjen Mormyridae. IUCN kategoriserar arten globalt som livskraftig. Inga underarter finns listade i Catalogue of Life.